# Sours
Sours – miejscowość i gmina we Francji, w Regionie Centralnym, w departamencie Eure-et-Loir.
Według danych na rok 1990 gminę zamieszkiwały 1513 osoby, a gęstość zaludnienia wynosiła 46 osób/km² (wśród 1842 gmin Regionu Centralnego Sours plasuje się na 260. miejscu pod względem liczby ludności, natomiast pod względem powierzchni na miejscu 286.).